# Coreopsis verticillata
Coreopsis verticillata Linnaeus è una pianta erbacea della famiglia delle Asteraceae, nativa del Nord America.

## Descrizione

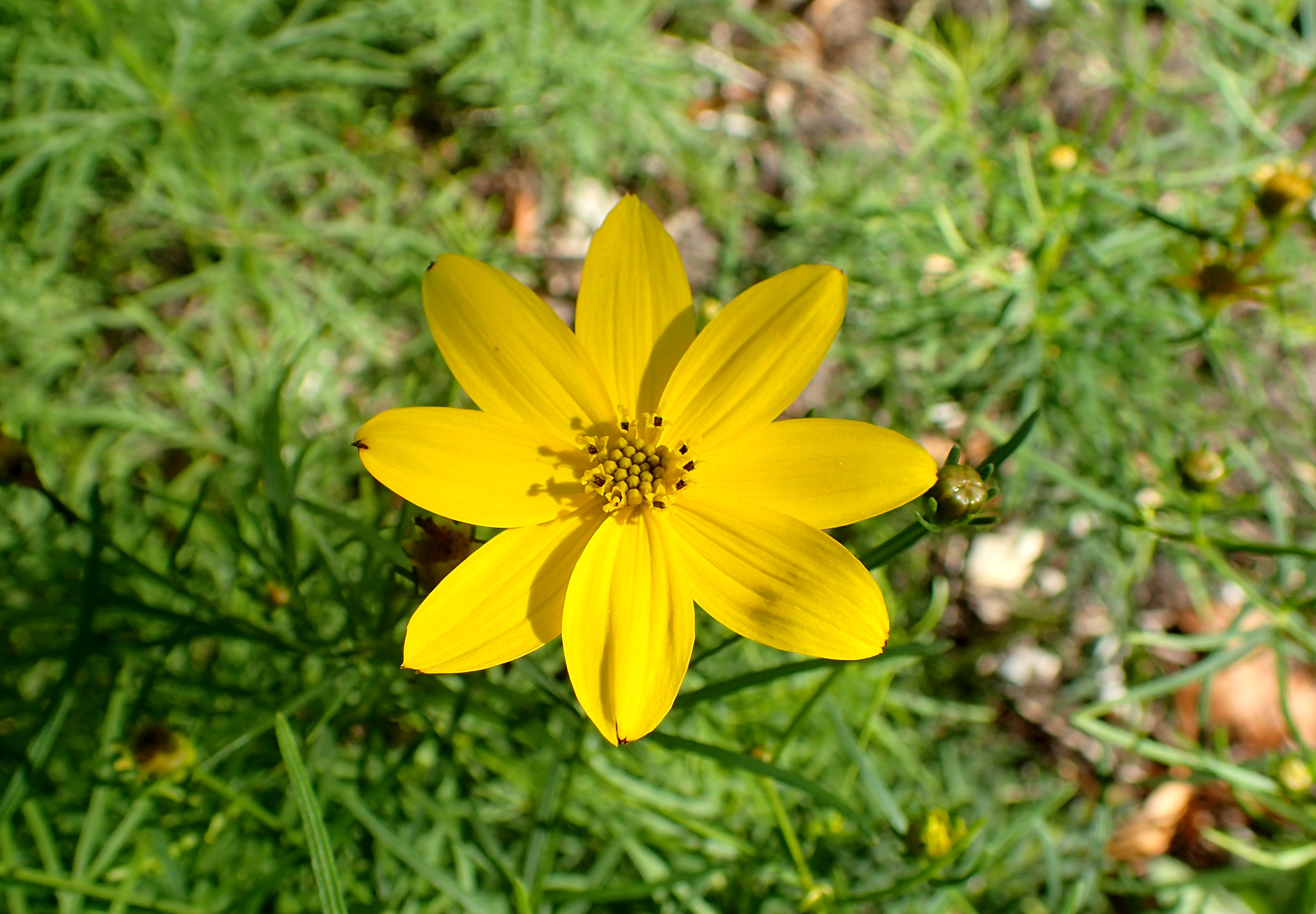
Coreopsis verticillata nel giardino botanico dell'Università di Varsavia

Si tratta di una pianta con sviluppo a cespuglio, che può raggiungere i 90 cm di altezza e i 60 cm di larghezza, espandendosi lentamente tramite rizomi sotterranei. Il capolino è di colore giallo è ha un diametro di circa 5 cm, mentre le foglie sono tripartite e d'aspetto filiforme, simili a quelle di Cosmos bipinnatus, e sono disposte sul gambo a coppie o a terzetti.

### Cultivar
- Moonbeam: forse il più popolare, raggiunge i 60 cm di altezza e ha fiori più piccoli (2,5 cm di diametro)[3]
- Zagreb: raggiunge i 30,5 cm di altezza ed è più resistente alla siccità rispetto alle altre varianti[3]

## Habitat e caratteristiche
La pianta predilige i boschi asciutti e radi o le pinete sparse; è ben resistente alla siccità, ai suoli poveri, al caldo e all'incuria.